# Cowgate
Cowgate (skotsk: The Cougait) er en gade i Edinburgh, Skotland, der ligger omkring 500 m sydøst for Edinburgh Castle, i byens cerdensarvsområde. Gaden er omkring ca. 600 m lang og den er en del af den lavereliggende del i Old Town, der ligger nedenfor de hævede gader South Bridge og George IV Bridge. Det møder Grassmarket mod vest og Holyrood Road mod øst.